# Sea Around Us Project
Le Sea Around Us  est un groupe de recherche international basé à l'Université de la Colombie-Britannique et dont la vocation est l'étude de l'impact de la pêche sur les écosystèmes marins de la planète.